# Буратино (напиток)
«Бурати́но» — безалкогольный газированный напиток золотистого цвета с кисло-сладко-горьким вкусом, один из самых популярных сортов лимонада, массово производившихся в СССР, начиная с первой половины 1970-х годов. На этикетках бутылок традиционно изображается популярный сказочный персонаж Буратино из повести Алексея Толстого «Золотой ключик, или приключения Буратино».
Реализовывался в продуктовых магазинах в стеклянных бутылках (обычно из прозрачного, тёмно-зелёного или тёмно-оранжевого стекла с жестяной пробкой) объёмом 0,5 литра; срок хранения составлял 7 суток.

## История

### СССР
История создания напитка берёт своё начало в начале 1970-х годов в Советском Союзе на самарском «Жигулёвском пивоваренном заводе». В основной состав лимонадного напитка входили лимоны и яблоки с добавлением «апельсиновой эссенции». Стоимость напитка «Буратино», без учёта тары, составляла 10 советских копеек в ценах 1970—1980-х годов. Производился почти на всех пивоваренных заводах и заводах газированных напитков СССР, в том числе Горьковским заводом шампанских вин, Павловским пищевым комбинатом (Горьковская область), Останкинским заводом фруктовых вод, Рязанским пивобезалкогольным заводом, заводом «Красный Восток» (Казань), Ярославским пиво-безалкогольным заводом, Читинским пиво-безалкогольным комбинатом, пищевым комплексом «Котласский» и другими.
Рецептура напитка «Буратино» по ОСТ 18-117-73, на 100 декалитров (1000 литров напитка) включала в себя сахар (73,53 кг), лимонную кислоту (1,408 кг), сахарный колер (0,96 кг), двуокись углерода (4 кг) и композицию для купажа напитка (до 3,47 литра). Композиция для купажа могла содержать в себе этиловый спирт в качестве консерванта, содержа небольшой градус спирта (до 0,2-0,3 %).

### Российская Федерация
В настоящее время в России торговая марка «Буратино» широко распространена на рынке безалкогольной продукции. Розлив осуществляется в стеклянные и пластиковые бутылки объёмом от 0,5 до 2 литров. В отличие от советского напитка, современный аналог напитка содержит консерванты (например, бензоат натрия), продлевающие срок хранения.

Официальными правами на товарный знак «Буратино» обладает ОАО «Жигулёвское пиво» (Самара), который зарегистрировал этот товарный знак в 1993 году.
- ТОО «Жигулёвское пиво», Самара